# Glenn Gilberti
Glenn Gilberti (født 12. november 1968)) er en amerikansk wrestler, der er mest kendt for sine optrædener hos World Championship Wrestling (WCW) fra 1995 til 2001 under ringnavnet Disco Inferno, men han har også wrestlet for Total Nonstop Action Wrestling (TNA) fra 2003 til 2004. Han har siden 2007 arbejdet som agent for TNA. 
Glenn Gilberti opnåede ikke den store succes i WCW, men nåede dog alligevel at vinde nogle titler, heriblandt WCW Cruiserweight Championship, WCW World Television Championship, samt WCW World Tag Team Championship sammen med Alex Wright. I 1999 var han for en kort periode medlem af New World Order (nWo). 